# トライアル雇用助成金
トライアル雇用助成金（トライアルこようじょせいきん）とは、日本において雇用保険法等を根拠に、職業経験、技能、知識等から安定的な就職が困難な求職者について、ハローワークや職業紹介事業者等の紹介により、一定期間試行雇用した場合に助成するものであり、それらの求職者の適性や業務遂行可能性を見極め、求職者および求人者の相互理解を促進すること等を通じて、その早期就職の実現や雇用機会の創出を図ることを目的とする助成金の一である。雇用保険のなかの「雇用保険二事業」と呼ばれる事業のうちの雇用安定事業（雇用保険法第62条）として行なわれる。

## 助成金の対象となる対象労働者
一般トライアルコース
次のいずれかに該当する者
1. 紹介日前2年以内に、2回以上離職又は転職を繰り返している者
2. 紹介日前において離職している期間が1年を超えている者
3. 妊娠、出産又は育児を理由として離職した者であって、紹介日前において安定した職業に就いていない期間（離職前の期間は含めない。）が1年を超えているもの
4. 紹介日において、ニートやフリーター等で45歳未満である者[1]
5. 紹介日において就職支援に当たって特別の配慮を有する次のいずれかに該当する者
  - 生活保護受給者
  - 母子家庭の母等
  - 父子家庭の父
  - 日雇労働者
  - 季節労働者
  - 中国残留邦人等永住帰国者
  - ホームレス
  - 住居喪失不安定就労者
  - 生活困窮者[1]

なお2019年（平成31年）4月1日から「就労経験のない職業に就くことを希望する人」「学校卒業後3年以内で、卒業後、安定した職業に就いていない人」は本コースの対象から外された。
障害者トライアルコース
次の1.2．両方に該当する者であること
1. 継続雇用する労働者としての雇入れを希望している者であって、障害者トライアル雇用制度を理解した上で、障害者トライアル雇用による雇入れについても希望している者
2. 障害者雇用促進法に規定する障害者のうち、次のいずれかに該当する者
  - 紹介日において就労の経験のない職業に就くことを希望する者
  - 紹介日前2年以内に、離職が2回以上または転職が2回以上ある者
  - 紹介日前において離職している期間が6カ月を超えている者
  - 重度身体障害者、重度知的障害者、精神障害者

障害者短時間トライアルコース
継続雇用する労働者としての雇入れを希望している者であって、障害者短時間トライアル雇用制度を理解した上で、障害者短時間トライアル雇用による雇入れについても希望している精神障害者または発達障害者
若年・女性建設労働者トライアルコース
中小建設事業主に建設技能労働者等として一定期間試行雇用される、若年者（35歳未満）又は女性

## 受給額
一般トライアルコース
支給対象者1人につき月額4万円（対象者が母子家庭の母等、父子家庭の父、青少年の雇用の促進等に関する法律に基づく認定事業主（ユースエール認定企業）が35才未満の対象者に対してトライアル雇用を実施する場合、1人につき月額5万円）（最長3か月間）。期間の途中で離職もしくは常時雇用への移行等で支給対象者が1か月間に実際に就労した日数が当該1か月間に就労を予定していた日数の75%に満たない場合、所定の計算により減額される。
障害者トライアルコース
支給対象者1人につき、
1. 対象労働者が精神障害者の場合、月額最大8万円を3か月、月額最大4万円を3か月（最長6か月間）
2. 1．以外の場合、月額最大4万円（最長3か月間）

障害者短時間トライアルコース
支給対象者1人につき月額最大4万円（最長12か月間）
若年・女性建設労働者トライアルコース
支給対象者1人につき月額最大4万円（最長3か月間）